# Taprobana
Taprobana fue históricamente el nombre de una isla del Océano Índico. Fue el geógrafo griego Megástenes, circa 290 a. C., el primero que dio noticias sobre ella, lo que fue retomado por Ptolomeo. Puede referirse a:
- Sri Lanka, como en los mapas de Ptolomeo.
- Sumatra, como el lugar de nacimiento de Enrique de Malaca
- Una isla fantasma

En su obra La secta del perro, Carlos García Gual, en las líneas dedicadas a un seguidor de la filosofía cínica llamado Onesícrito, afirma que acompañó a Alejandro en su expedición a Oriente, y que, a la vuelta a Grecia, Onesícrito escribió un libro sobre Alejandro, en el que cita Taprobana y Catay.
Se menciona en la primera estrofa del poema épico portugués Os Lusíadas de Luís de Camões. Taprobana puede ser la versión griega de Tamraparni o «Thambapanni» (de color cobre), el nombre descriptivo de uno de los antiguos puertos de Sri Lanka, Kudiramalai. También podría ser una referencia oculta a Tribhuvana, la gran tríada hindú. Esto podría significar que Luís de Camões estaba diciendo que los portugueses iban más allá de la Tierra, la Atmósfera y el Cielo, en su búsqueda épica, según lo observado por Dalila Pereira da Costa.[cita requerida]
También Miguel de Cervantes la nombra en El Quijote, obra de 1605, a la que se refiere como Trapobana.
Niccolò Da Conti en el siglo XV identifica la Taprobana con la isla de Sumatra.
También se menciona en Civitas Solis de Tommaso Campanella, escrito en 1602.
Según la leyenda, los residentes tienen un solo pie gigante que usan para protegerse del sol.